# Вулиця Гоголя (Черкаси)
Вулиця Го́голя — вулиця в Черкасах, яка хоч й проходить паралельно головному бульвару Шевченка і біля нього, є однією з найменш завантажених вулиць.

## Розташування
Починається від проїзду Курортного на півночі. Простягається на 7 км на південний схід до вулиці Сінної і далі в тупик. Перетинається великою кількістю вулиць та провулків, в тому числі вулицями Бандери, Грушевського, Смілянською, Пастерівською, Чорновола та Сінною. 1967 року приєднано частину провулку Спортивного.

## Історія
Вулиця Гоголя з кінця минулого століття до 1908 р. називалась Новочигиринською. До революції назви вулицям міста найчастіше надавалися з урахуванням об'єктів, що знаходилися в даному районі (Монастирська, Лікарняна, Різдвяна, Заводська, Кладовищенська та інші), або місцевості, по якій проходила вулиця (Верхня Горова, Нижня Горова, Серединна, Надпольна, Зелена, Лісна та інші). Назви великих центральних вулиць пов'язувались з назвами сусідніх населених пунктів, в напрямку яких вони пролягали (Дахнівська, Смілянська, Старочигиринська, Новочигиринська). Пізніше вулиці стали називати іменами царів, царських сановників, відомих воєначальників (Миколаївська, Дубасівська, Суворівська). Одна з вулиць Черкас була названа ім'ям видатного письменника М.В. Гоголя. 
Цікавий випадок стався у Міській думі 1908 р., коли Новочигиринську вулицю перейменували на Гоголівську. З цією пропозицією виступили представники міської інтелігенції, які вважали, що ім'я Гоголя широко відоме, і були геть спантеличені запитанням: "А хто такий Гоголь?", яке задав гласний Думи Дробот. Коли невігласу пояснили, що це великий письменник, він зневажливо зауважив, що у нього в конторі безліч письменників, які не тільки пишуть, а ще й рахують на рахівницях. Нарешті впертюху розтлумачили, що Гоголь пише такі твори, які є у міській бібліотеці. "Ну, якщо так, то хай буде Гоголівська, вона коштів не вимагає", - згодився думний гласний. 
Але кошти були вкрай потрібні на благоустрій вулиці. Вона тривалий час була незабрукована і потопала у багні. Ще у 40-х роках цього століття біля старого приміщення музею від дощу до дощу стояла величезна калюжа, про яку згадував український сатиричний журнал "Перець", критикуючи місцеву владу. 
Гоголівською вона залишалась до 1923 р. Потім за новими вимогами її назвали вулицею Гоголя.

## Опис
Вулиця є однією з найдовших в місті, але одночасно однією з найменш завантажених вулиць, хоча проходить й між двома головними артеріями — бульваром Шевченка та вулицею Благовісною. Це пов'язане насамперед через розташування під полотном дороги головного міського колектора. Хоча в міської влади існує план, за яким вона хоче розвантажити головні вулиця міста за рахунок вулиці Гоголя.

## Походження назви
Вперше вулиця згадується 1879 року і називалась тоді Новочигиринською. Так її називали за те, що з неї починалася дорога на Чигирин. З 1908 року вулицю назвали на честь Миколи Гоголя — Гоголівською. Цікавий випадок відбувся при цьому перейменувані. Член зборів з вирішальним голосом Дробот все не міг второпати на честь кого відбувається перейменування. Коли йому пояснили, що Микола Гоголь великий письменник, він відповів, що у нього в конторі безліч письменників, які не тільки пишуть, а ще й рахують на рахівницях. Та все ж вулиця Гоголівська відбулась. А вже з 1923 року, згідно з новими правилами для топонімів, вулиця стала Гоголя.

## Будівлі
По вулиці розташовуються облспоживспілка (№ 224), обласне управління СБУ, Черкасиобленерго, автостанція, що обслуговує приміські маршрути, один з корпусів ЧДТУ, оптова торгова база «Бакалія».

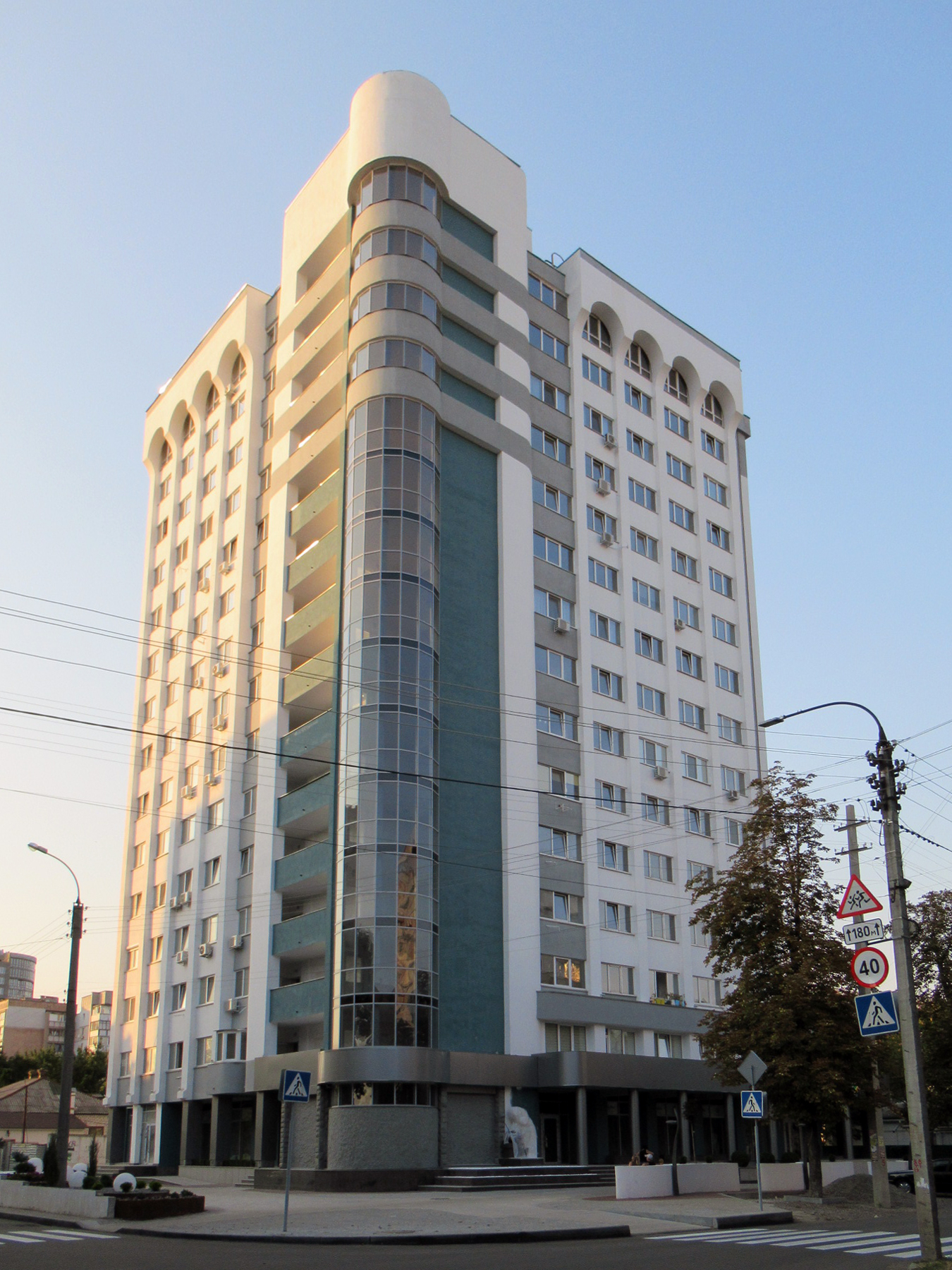
№ 219 на розі з вул. Святотроїцькою
№ 224 — Облспоживспілка
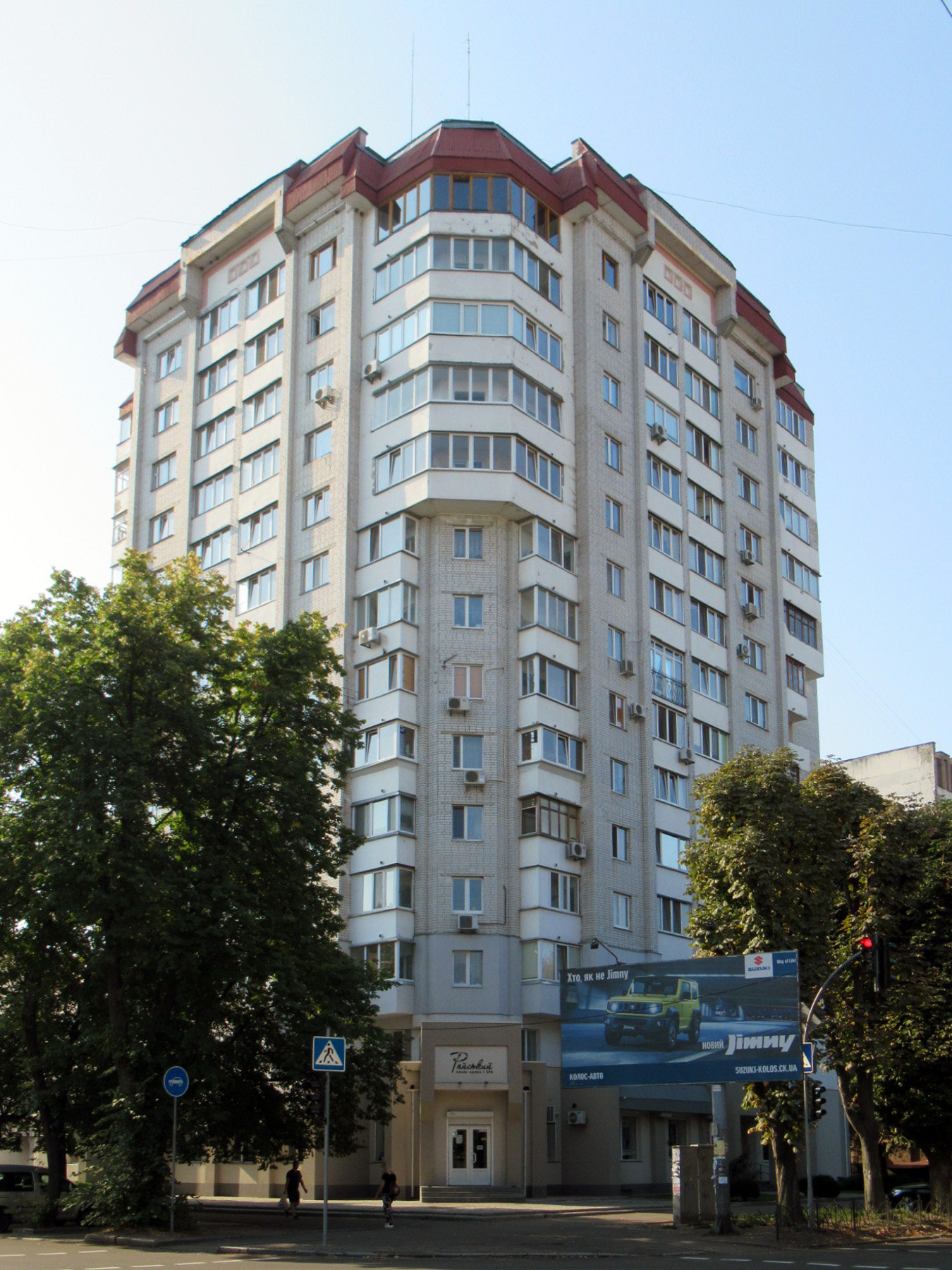
вул. Байди Вишневецького, 49 – на розі з вул. Гоголя
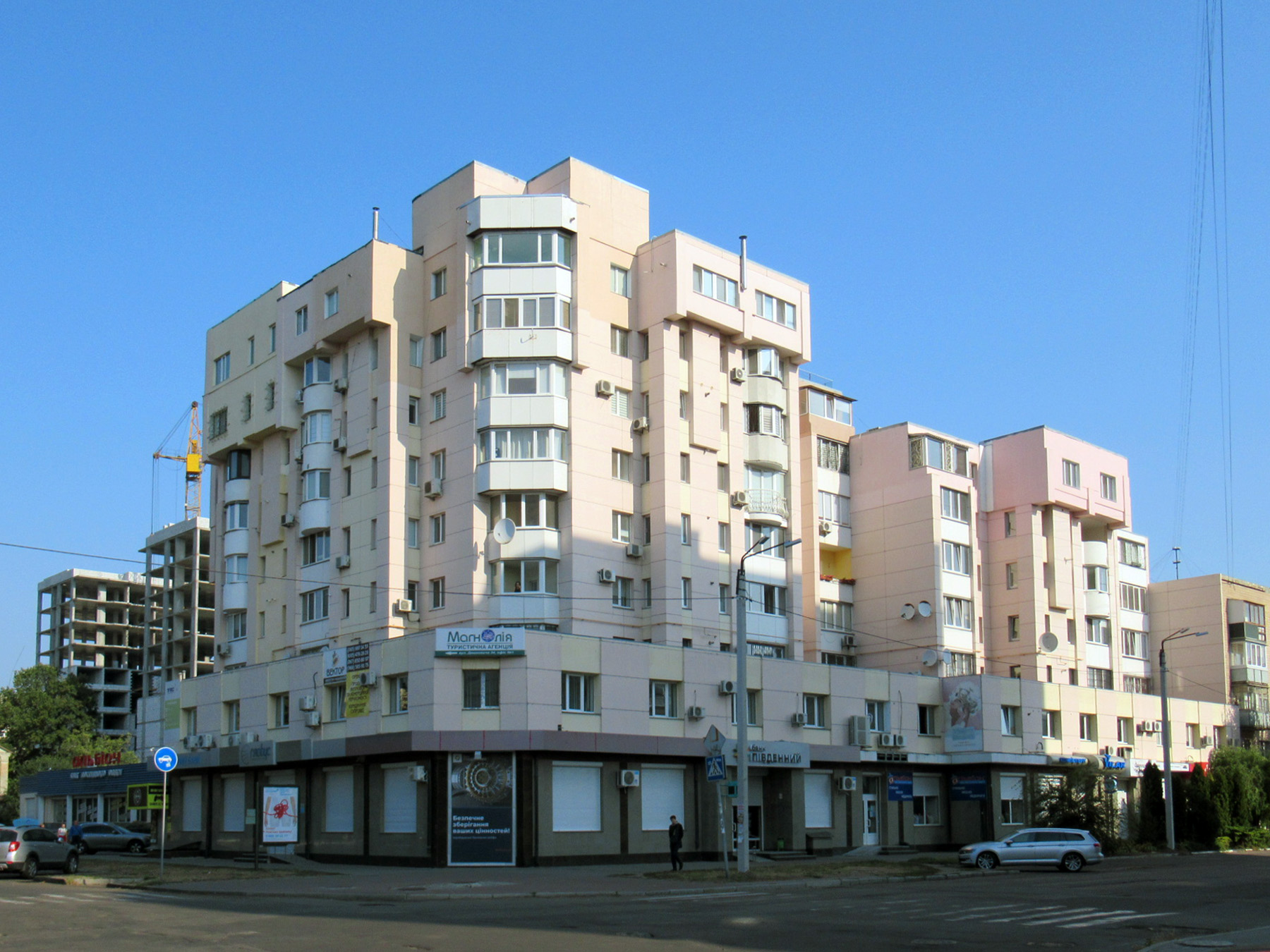
вул. Остафія Дашковича, 34 на розі з вул. Гоголя
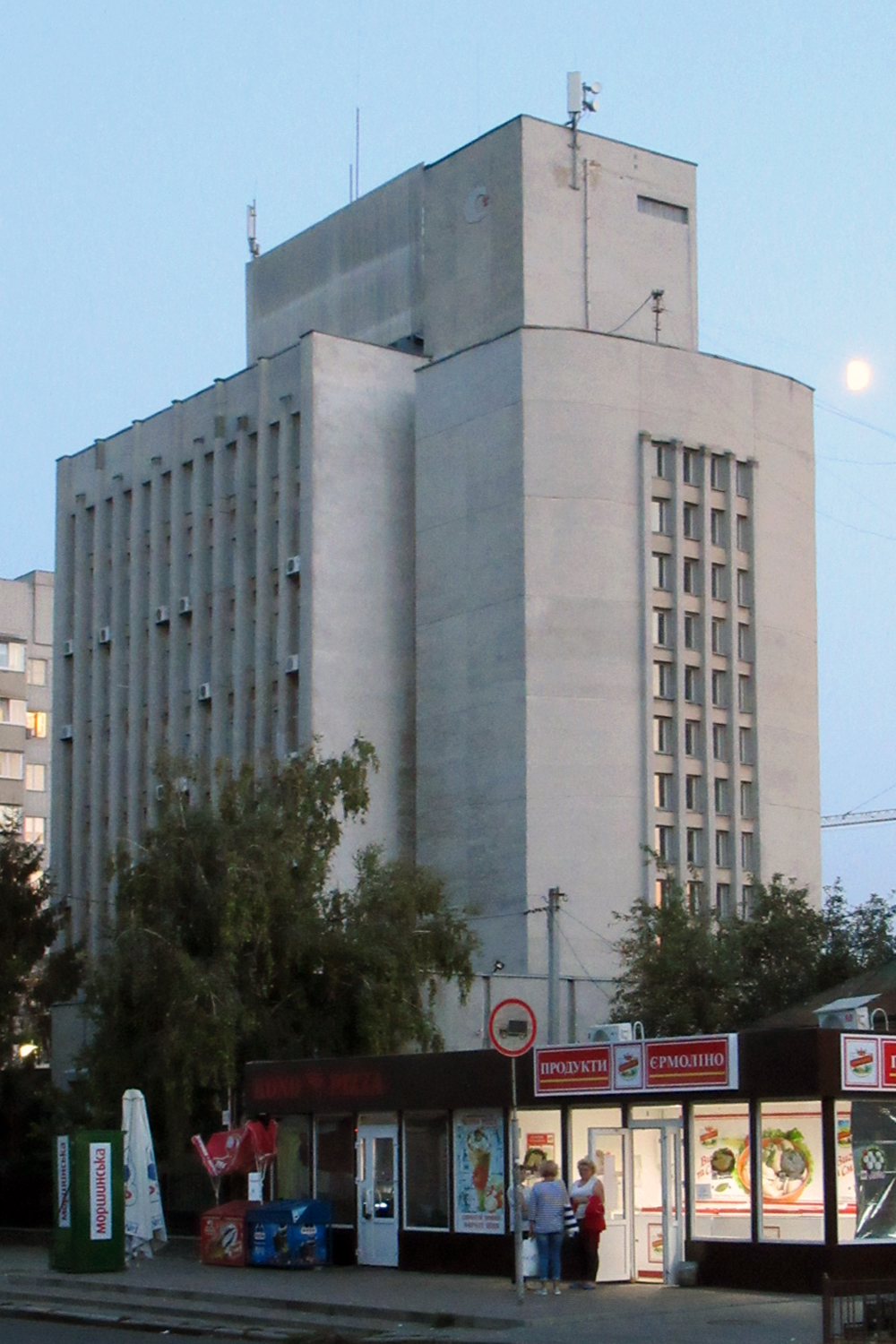
№ 278 — Черкасистандартметрологія
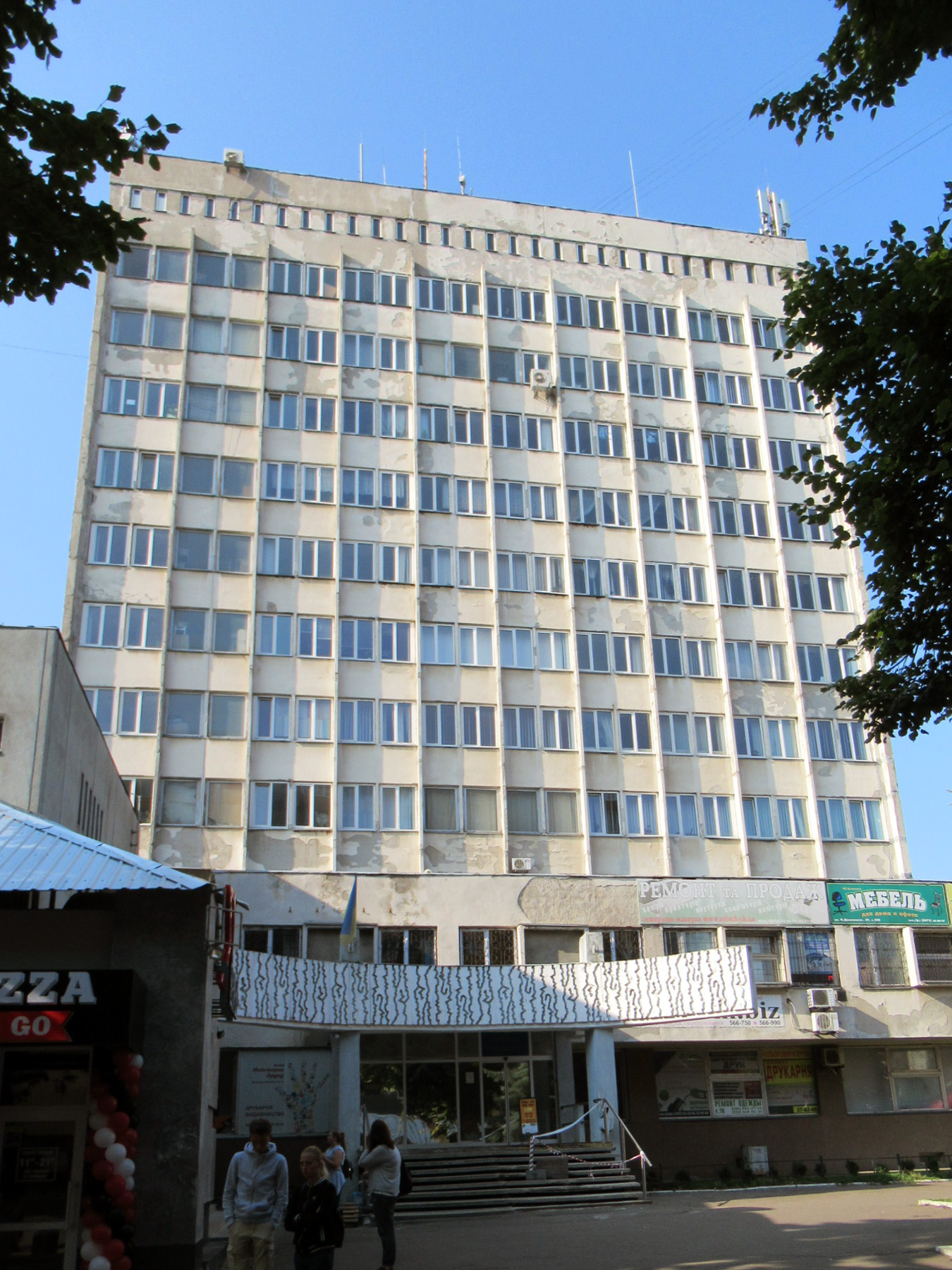
Головне управління статистики у Черкаській області – фасад з вул. Гоголя
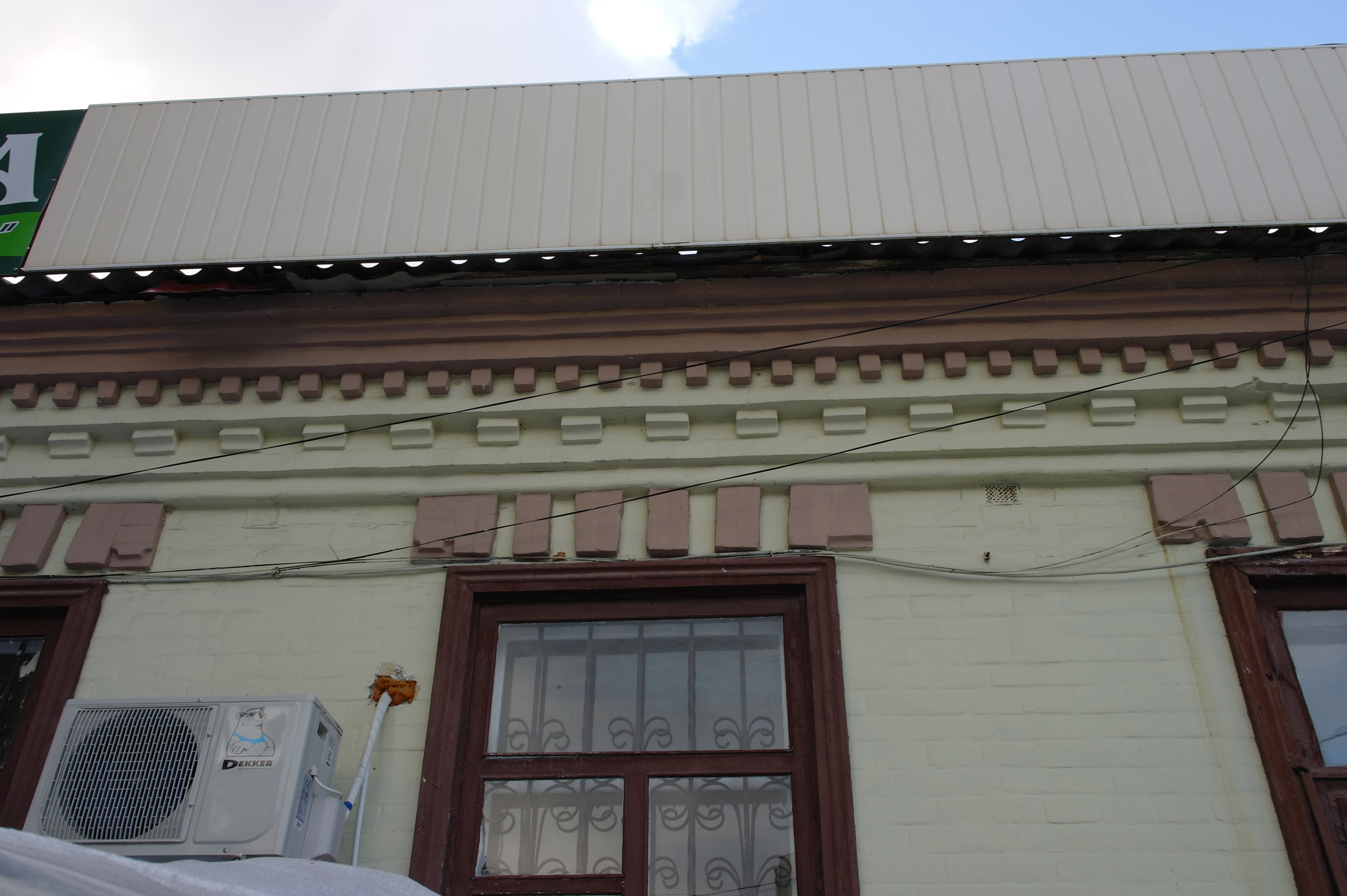
№ 266, пам'ятка архітектури